# Roc-A-Fella Billionaires
 (août 2022).
Si vous disposez d'ouvrages ou d'articles de référence ou si vous connaissez des sites web de qualité traitant du thème abordé ici, merci de compléter l'article en donnant les références utiles à sa vérifiabilité et en les liant à la section « Notes et références ».
Roc-A-Fella Billionaires est le 1er single de second album solo du rappeur Freeway, Free at Last. C'est un duo avec celui qui a véritablement lancé la carrière de Freeway, Jay-Z.
Ce titre s'appelait à l'origine "Big Spender", en référence au sample utilisé : la version de "Big Spender" par Helen Gallagher.